# Little Big Adventure 2
Little Big Adventure 2 (kallat Twinsen's Odyssey i USA) är ett datorspel från 1997. Spelet är uppföljaren till Adelines debutspel Little Big Adventure ("LBA", kallat Relentless: Twinsen's Adventure i vissa delar av världen). Om man ser till de tekniska aspekterna är spelet en uppgradering av Little Big Adventure. En stor skillnad från Little Big Adventure är att i denna uppföljare så utspelas alla utomhusscener i äkta 3D, med möjlighet att skifta perspektivet. Inomhusscener tillämpar ungefär samma typ av grafikmotor som i ursprungsspelet.